# Cirrhilabrus johnsoni
Cirrhilabrus johnsoni Randall, 1988 è un pesce d'acqua salata appartenente alla famiglia Labridae.

## Distribuzione
Proviene dalle barriere coralline delle Isole Marshall nell'oceano Pacifico. Nuota intorno ai 28 m di profondità in zone ricche di vegetazione acquatica.

## Descrizione
Presenta un corpo compresso lateralmente, di forma ovale. Gli occhi sono grandi. È una specie di piccole dimensioni, infatti la lunghezza massima registrata è di 6 cm.
Il dimorfismo sessuale è molto marcato: le femmine sono arancioni con le pinne trasparenti, e la loro pinna caudale non ha raggi particolarmente più allungati di altri. I maschi adulti, invece, sono arancioni o gialli con delle macchie irregolari tendenti al violaceo soprattutto in prossimità della testa. La pinna dorsale e la pinna anale sono alte, rosse bordate di blu. La pinna caudale è degli stessi colori ed è a forma di mezzaluna.

## Alimentazione
La sua dieta è composta principalmente da invertebrati marini; per nutrirsi nuota qualche metro sopra il fondo, dove riesce a catturare lo zooplancton.

## Conservazione
Non è una specie a rischio di estinzione perché non è molto ricercata negli acquari e perché a causa delle dimensioni molto ridotte non è di alcun interesse per la pesca. Quindi viene classificata come "a rischio minimo" (LC) dalla lista rossa IUCN.